# Haut Tribunal militaire
Le Haut Tribunal militaire est une juridiction d'exception créée pendant la guerre d'Algérie, par décision du président de la République du 27 avril 1961 en application de l'article 16 de la Constitution de 1958. Ce tribunal militaire est supprimé le 26 mai 1962, après avoir condamné le 23 mai le général Salan à la réclusion criminelle à perpétuité. Il est remplacé par la Cour militaire de justice créée par l'ordonnance présidentielle du 1er juin 1962.

## Composition
- Président Maurice Patin, Président de chambre à la cour de cassation[4]
- Général Georges Catroux, Compagnon de la Libération.
- Général François Ingold, chancelier de l'Ordre de la Libération.

Un décret publié au Journal officiel du 3 mai 1962 nomme les membres titulaires et suppléants du Haut Tribunal militaire appelés à juger le général Salan. Les juges titulaires sont les suivants :
- Président : Maurice Patin, président de chambre à la Cour de cassation.
- juge, membre du conseil de l'ordre national de la Légion d'honneur : Louis Pasteur Vallery-Radot ;
- juge, membre du conseil de l'ordre de la Libération : général de division Germain Jousse ;
- juge, conseiller d'État : Henri Hoppenot ;
- juge, premier président de cour d'appel : Pierre Cavellat, premier président de la cour d'appel de Caen
- juge, président de chambre : Marcel Gagne, président de chambre à la cour de Paris ;
- juges militaires : général d'armée Gelée, général de corps d'armée Jean Gilliot, vice-amiral d'escadre Paul Galleret.

Le Haut Tribunal militaire ne comporte donc pas seulement des militaires ; on y trouve aussi des magistrats professionnels, des représentants Conseil d'Etat et des ordres de la Légion d'honneur et de la Libération.

## Sessions
En un an d'activité, le tribunal prononce 16 jugements, outre les jugements par contumace. Il a à juger l'affaire du putsch des généraux d'Alger de 1961. Il tient sa première audience le 29 mai 1961 pour juger les généraux Maurice Challe et André Zeller, condamnés à 15 ans de réclusion. Il juge ensuite d'autres officiers : le commandant Hélie Denoix de Saint-Marc (dix ans de détention criminelle le 5 juin), le général Pierre Bigot (quinze ans le 6 juin) ; le général André Petit (cinq ans le 7 juin) ; le général Jean-Louis Nicot (douze ans le 19 juin) ; le général Michel Gouraud (sept ans le 20 juin); le commandant Georges Robin (six ans le 21 juin) ; le colonel Jean Bréchignac (deux ans de prison avec sursis le 26 juin) ; le lieutenant-colonel Charles-Gilbert de La Chapelle (sept ans de détention criminelle le 27 juin) ; les colonels Pierre Lecomte et Georges Masselot (huit ans le 28 juin) ; le commandant Bernard Cabiro (un an de prison avec sursis le 3 juillet) ; le général Gustave Mentré (cinq ans de prison avec sursis le 4 juillet) ; le colonel Roger Ceccaldi (cinq ans de prison avec sursis le 5 juillet).
Il condamne à mort par contumace le 11 juillet les généraux Salan, Jouhaud, Paul Gardy et les colonels Antoine Argoud, Joseph Broizat, Jean Gardes, Yves Godard, Charles Lacheroy.
Les généraux Edmond Jouhaud et Raoul Salan sont jugés en 1962, pour leur participation au putsch et comme chefs de l'Organisation de l'armée secrète (OAS). Jouhaud est condamné à la peine de mort (13 avril 1962) et Salan à la détention criminelle à vie (23 mai 1962). 
Le général de Gaulle, mécontent du verdict frappant Salan, qu'il jugé trop clément - il a bénéficié des « circonstances atténuantes » -, accepte de gracier Jouhaud mais décide de dissoudre le tribunal.